# W型发动机

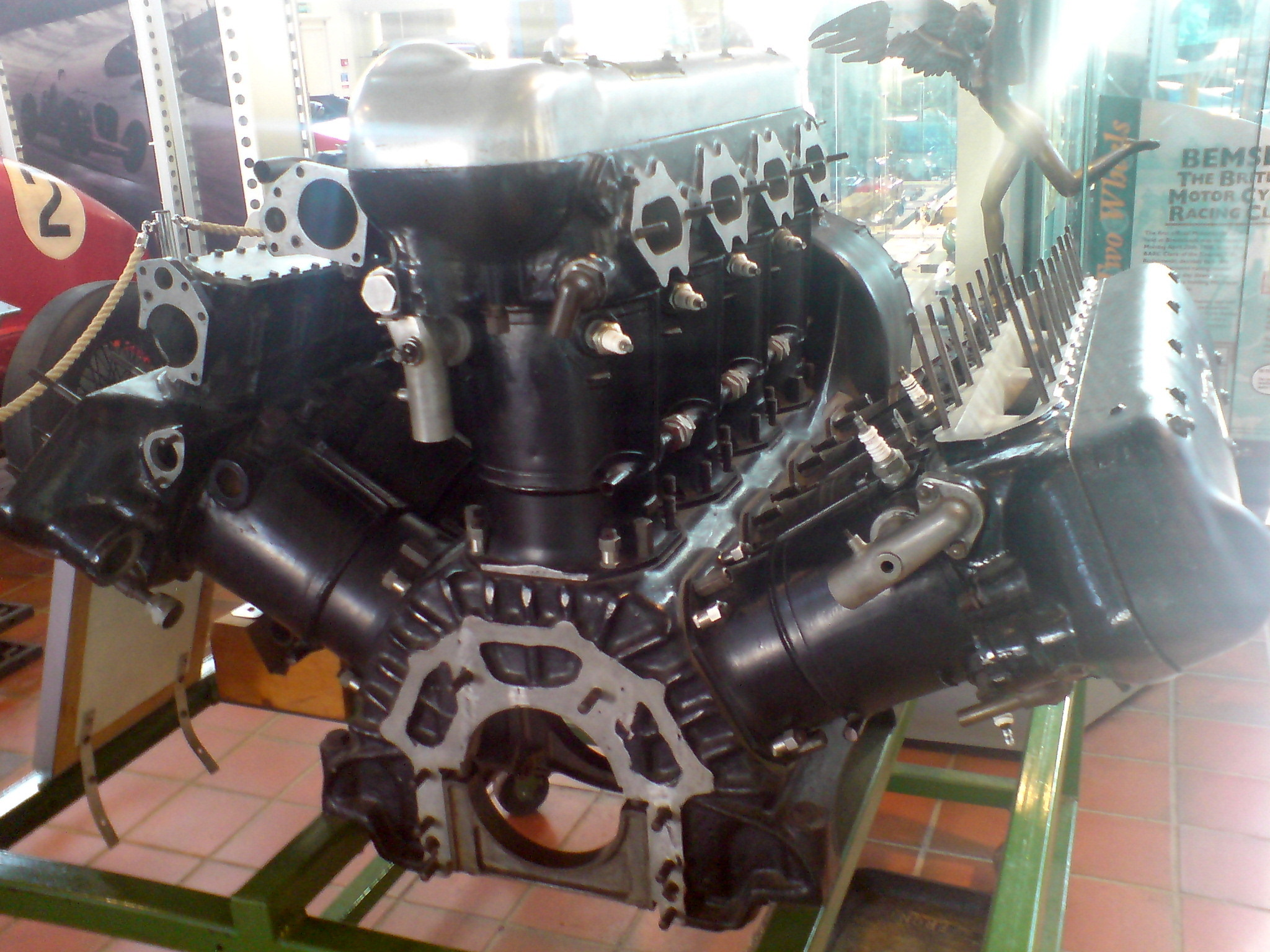
一台奈匹狮发动机

W型发动机是往复活塞式内燃机的一类，因它的气缸排列形同字母W而得名，命名方式类似于V型发动机，其气缸呈V字形排列。W型发动机主要有三种不同的形式，一种为三排气缸、一种为四排气缸，还有一种为两排气缸但分别拥有独立的曲轴。

## 三排气缸

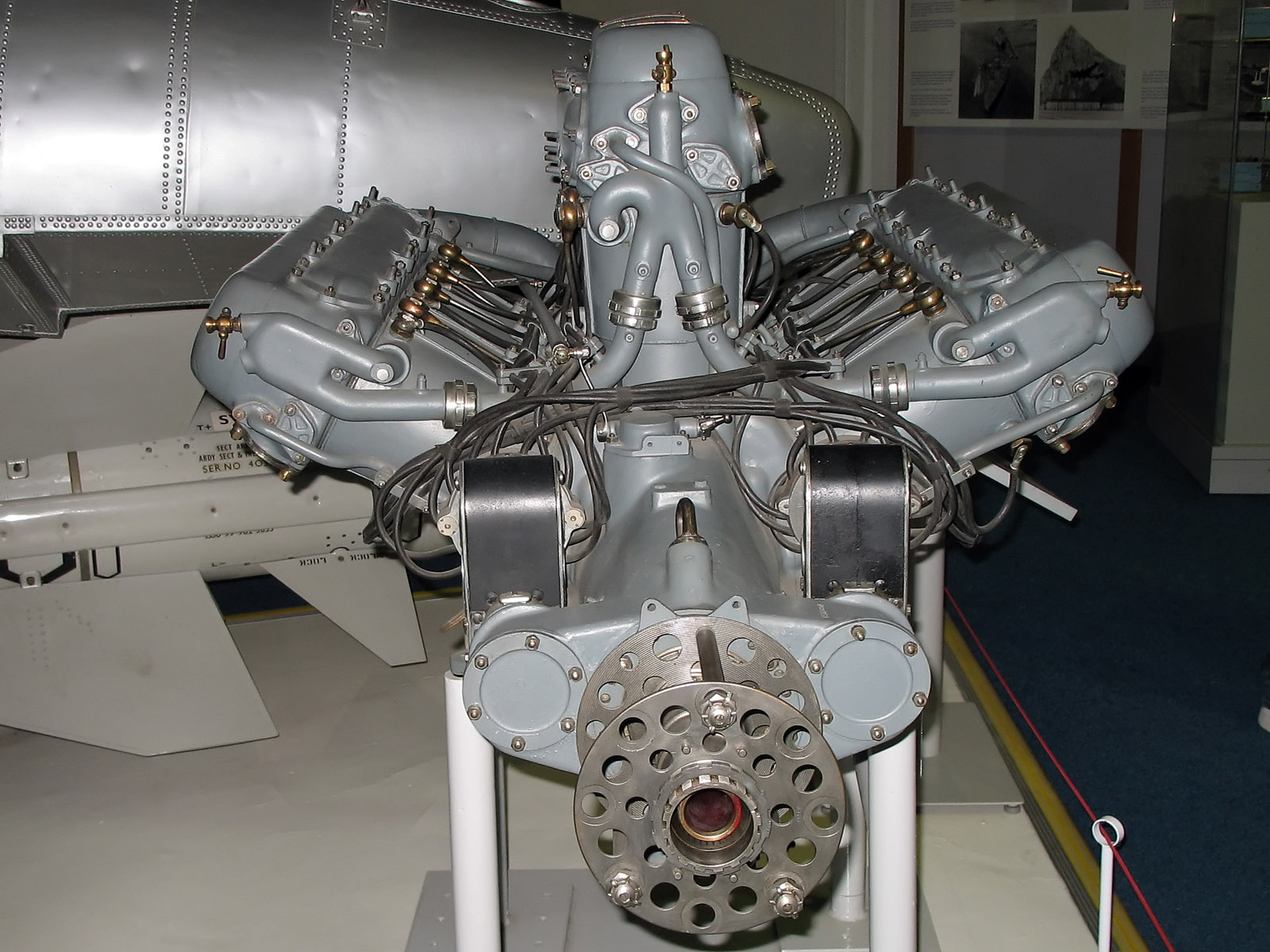
奈匹狮7型

经典的W型发动机使用三排气缸，且都连接到同一曲轴上。
1906年由安扎尼公司（Anzani）设计的W3发动机是世界上最早的W型发动机之一，并被应用在摩托车上。同时，由路易·布莱里奥设计的布莱里奥11号飞机也采用了这一发动机，并在1909年7月25日成为第一架飞越英吉利海峡的飞机。之后不久，W3发动机三排气缸之间的夹角被改为120°，成为了一台三气缸星形发动机。
1917年，奈匹狮（Napier Lion）飞行器发动机成为了第一台W12发动机。1920年代初，洛林（Lorraine）分别制造出了456马力与659马力的12Ed型和18Ka型航空发动机。而后，伊索塔-弗拉西尼（Isotta-Fraschini）也制造出了18缸、831马力的Asso 750发动机和18缸、1115马力的Asso 1000发动机。
之后，奥迪也曾尝试过三排W12发动机，但后来放弃了该计划。而大众集团则在其生产的布加迪EB118和EB218概念车上采用了试验性的W18发动机，不过由于这一三排六缸发动机所要求的点火次序不切实际，这一设计最终也被放弃了。

## 四排气缸

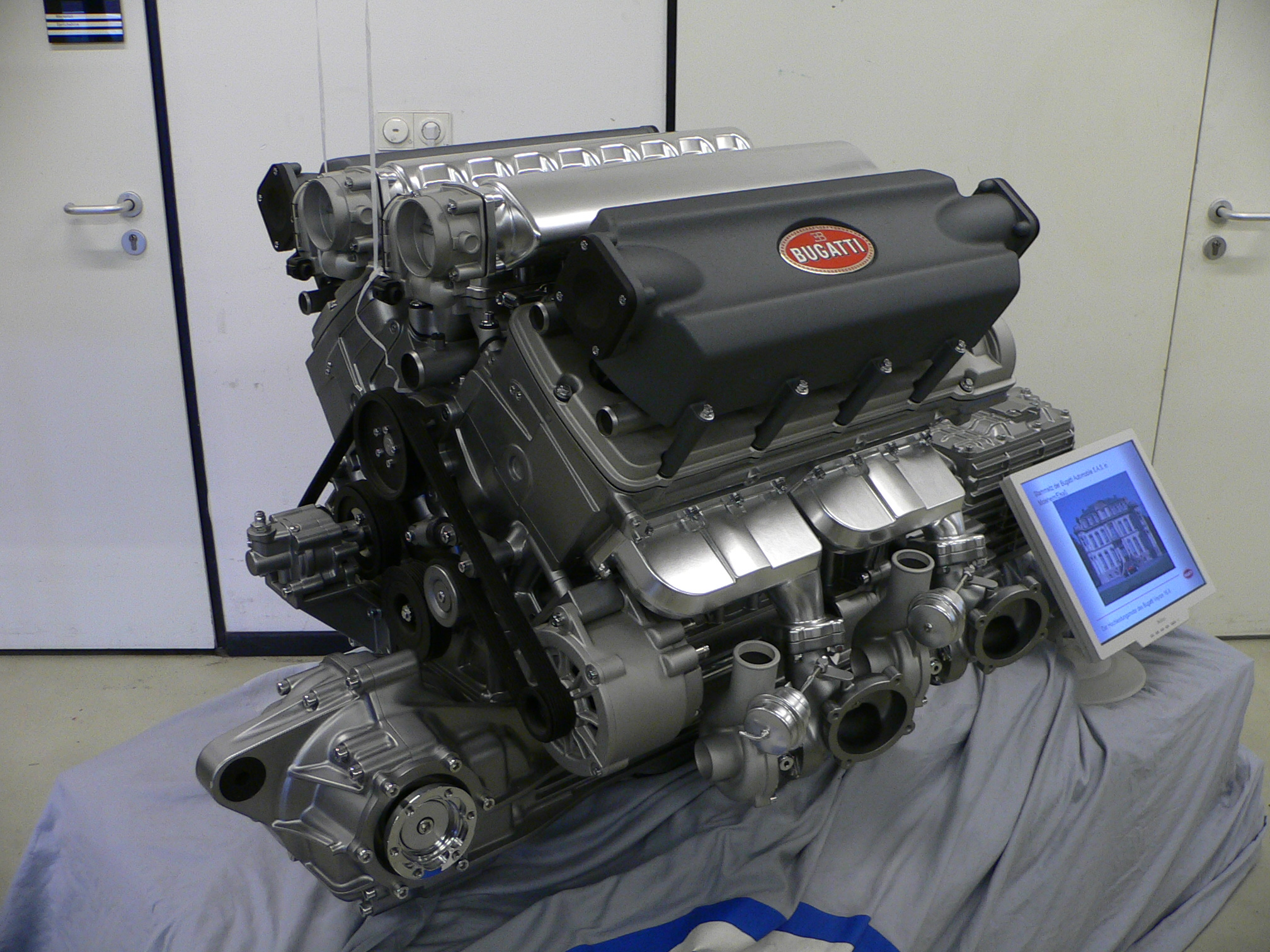
布加迪威龙中的W16发动机

大众集团最先成功开发了汽车用W型发动机——W12发动机。它由两个小夹角的VR6发动机共用一个曲轴组成，共计四排气缸。由于这一原因，这一四排气缸的布置形式有时也被称为“VV”、“双V”或“VR”，以区别传统的三排气缸W型发动机。
这一W12发动机被大众辉腾、大众途锐、奥迪A8、宾利Continental GT等车所采用。不过宾利在使用时对其作了改动，增加了两个涡轮增压器，因而也能比原先的版本提供更多的动力。这一发动机两排气缸间呈15°夹角、且仅有两个气缸盖和两组凸轮轴，缸径、冲程分别为84毫米和90.2毫米。
而后，大众集团又为宾利休诺迪瑞斯（Bentley Hunaudières）概念车开发出了一台632马力的W16发动机的原型。这一发动机的四涡轮增压改进版本能提供1001马力，被用在了2005年的布加迪威龙上。而一款W8发动机则被大众帕萨特所采用。
这一系列发动机的最大优点是节省空间，能够在一定空间中紧凑地放置更多数量的气缸。

### 布加迪威龙中的W型发动机
2006年，大众集团旗下的布加迪生产出了拥有8升W16发动机的布加迪威龙 EB 16.4。其包含四个涡轮增压器，根据德国标准化学会它能以每分鐘6000转提供1001马力的动力。此发动机每一气缸有4个气门、总共有64个气门，并配以4个顶置凸轮轴。其缸径和行程都为86毫米，即缸径行程比为1:1。

## 摩托车两排气缸
在摩托GP比赛中的摩托车采用一种少见的W型发动机。其由两冲程、500CC的V型发动机组成，拥有两排气缸、且分别有独立的曲轴，从而构成一个W形。两排气缸间的夹角为60到75度。
与传统的直列四缸或V4发动机相比，这些发动机有两大优势。一是占用的空间更小，直列四缸比V4发动机占更少的空间，而拥有两曲轴的W4发动机需要占用的空间则更加小。二是W4发动机不需要平衡轴，在两曲轴旋转方向不同时能够很流畅地运转。与之相比，V4发动机则需要平衡轴。
雅马哈YZR500、卡吉瓦（Cagiva）GP500摩托车都使用这一类型的W4发动机。
另外需要注意的是，这种发动机与U型发动机不同，虽然后者同样有两排气缸和两个曲轴。U型发动机是由两个相似的直列发动机组合而成，而占用空间方面并没有这种W型发动机的优势。

## 摩托车单排气缸
与1906年安扎内开发的W3发动机类似，Feuling W3是为摩托车设计的一款182马力、三气缸的风冷发动机。它能够比哈雷Twin Cam 88提供多出50%的排量。以辐射状的航空发动机为灵感，这一发动机有一个主连杆、两个副连杆，并包括三个101.6毫米的活塞。
《Motorcycle Cruiser》杂志2000年10月刊上介绍了Feuling公司的Warlock摩托车。而科里·奈斯（Cory Ness）在Discovery频道的《星级改车大师》（Biker Build Off）节目中还曾用Feuling W3发动机制造了一部摩托车。而后，吉姆·福伊林（Jim Feuling）于2002年12月去世。Feuling公司则于2004年7月被出售。
该型发动机为风冷式、三缸 45°×45°。排量为2327CC；缸径为101.6毫米；行程为98.4毫米。